# Pastor Aeternus

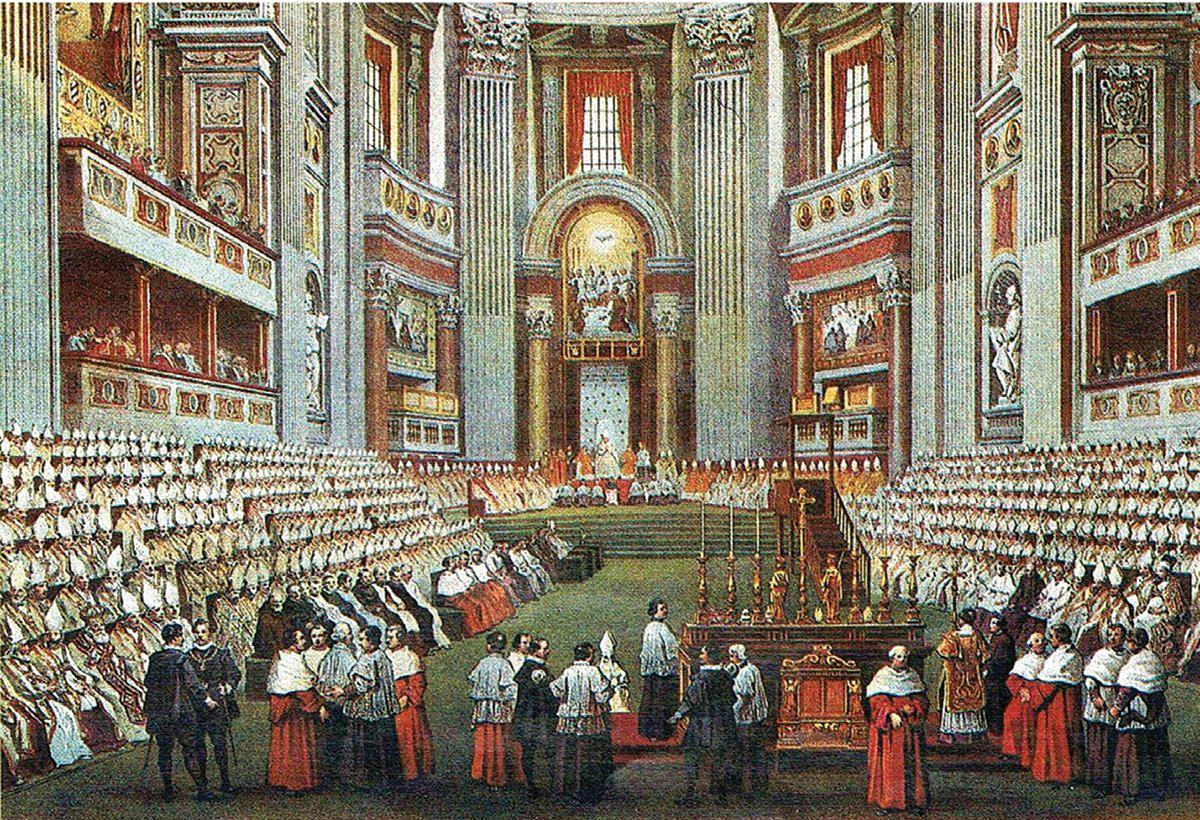
Dokument des I. Vatikanischen Konzils

Pastor Aeternus (lateinisch pastor aeternus „Ewiger Hirte“) ist eine dogmatische Konstitution des 1. Vatikanischen Konzils, die am 18. Juli 1870 von den Konzilsvätern verabschiedet wurde. Darin wird als Glaubenssatz verkündet, dass der Papst Inhaber der obersten Befehlsgewalt (Jurisdiktionsgewalt) in der katholischen Kirche und damit verbunden bei endgültigen Entscheidungen in Glaubens- und Sittenfragen unfehlbar sei.

## Die Konstitution

### Einleitung
Die dogmatische Konstitution Pastor Aeternus vom 18. Juli 1870 ist in ein Proömium und vier Kapitel gegliedert.
Die Einleitung erinnert an Jesu Gründung der Kirche sowie an die Berufung der Apostel als Hirten und Lehrer der Gläubigen. Um aber die Einheit der Kirche für immer sicherzustellen, «hat Christus den seligen Petrus an die Spitze der übrigen Apostel gestellt». Daraufhin versucht Pastor Aeternus, den Versuch der Minderheit, die fehlende Notwendigkeit für das Unfehlbarkeitsdogma zu beweisen, da die Autorität des Papstes niemals angegriffen worden sei, durch ein pessimistisches Weltbild zu widerlegen: «Und da sich die Pforten der Unterwelt von Tag zu Tag mit immer größerem Hass und von überall her gegen das von Gott gelegte Fundament erheben, um die Kirche – wenn möglich – bis auf den Grund zu zerstören,» ist es aus Sicht von Pius IX. mit «Billigung des heiligen Konzils» notwendig, die «Lehre von der Einsetzung, Fortdauer und Natur des heiligen apostolischen Primats, in dem die Festigkeit und Stärke der ganzen Kirche besteht», den Gläubigen als Glaubenssatz «gemäß dem alten und beständigen Glauben der Universalkirche» vorzulegen. Trotz aller Lehre von der Einsetzung des Bischofsamts und des Kollegiums der Apostel durch Jesus Christus ist laut Kostitution Petrus das einzige maßgebliche Fundament der Kirche. Allein diese monarchische Konzentration auf den «Felsenmann» war während der Beratungen von den Bischöfen kritisiert worden, die eher ein kollegiales Kirchenbild befürworteten.

### 1. Kapitel
Das erste Kapitel hat zu keinen Diskussionen geführt. Es betont, dass Christus direkt und unmittelbar dem Apostel Petrus den Jurisdiktionsprimat über die gesamte Kirche verheißen und verliehen habe. Diese Betonung der direkten Einsetzung war vor allem gegen die Meinung der Gallikaner und Febronianer getroffen worden. Die Verkündung der Verleihung des Jurisdiktionsprimats folgt die Androhung der Exkommunikation an diejenigen, die nicht daran glauben.

### 2. Kapitel
Im zweiten Kapitel wird festgestellt, dass dieser von Christus gestiftete Primat in den Bischöfen von Rom bis in alle Ewigkeit Bestand haben solle. Die Kontinuität der Lehre auf dem römischen Bischofsstuhl ist an den Kirchenlehrer Irenäus von Lyon angelehnt, der gegen die Gnostiker, die ein exklusives theologisches Spezialwissen beanspruchten, das Argument anführte, dass der Glaube von den Aposteln über deren Schüler an die Bischöfe weitergegeben wurde, und sich dabei auf die von der römischen Kirche geführte ununterbrochene Liste von Petrus über Linus und Anaklet bis zu Pius I. stützte. Kirchenhistoriker Hubert Wolf hält dieser Argumentation entgegen, dass einerseits die Ortskirchen bis zur Mitte des zweiten Jahrhunderts nicht von einzelnen Bischöfen, sondern von Teams geleitet wurden und andererseits sich eine überlieferte Liste bis zu dieser Zeit nicht belegen lässt. Die auf dem Ersten Vatikanischen Konzil anwesende Minorität der Bischöfe nutzte diese Argumente jedoch nicht gegen die Konstitution.

### 3. Kapitel
Von der ordentlichen, unmittelbaren und wahren bischöflichen Jurisdiktion des Papstes in Fragen des Glaubens, der Sitten, aber auch in Angelegenheiten der kirchlichen Disziplin ist im dritten Kapitel, das mit «Bedeutung Wesen des Primats des römischen Bischofs» überschrieben ist, die Rede. Gleichzeitig wird aber auch hervorgehoben, dass die Bischöfe die einzelne, ihrer Obhut anvertraute Herde als „wahre Hirten“ leiten und lenken. Seine Jurisdiktionsgewalt sei «wirklich bischöflich» und unmittelbar, womit er persönlich in jede Diözese hineinregieren kann.
Zum Schluss des dritten Kapitels wird ausgesagt, dass das Urteil des Papstes durch keine andere Autorität, außer durch seine eigene aufhebbar oder abänderbar sei, nicht einmal durch ein ökumenisches Konzil. Diese Definition markiert auch den Schlusspunkt unter die jahrhundertealte Diskussion über das Recht der Berufung gegen den Papst an ein ökumenisches Konzil.
Hubert Wolf hält es für bemerkenswert, dass auch die Gegner des Unfehlbarkeitsdogmas auf dem Ersten Vatikanischen Konzil keinen Einspruch gegen dieses Kapitel erhoben.

### 4. Kapitel
Das vierte Kapitel behandelt schließlich das eigentliche Dogma der Petrus und seinen Nachfolgern von Gott übertragenen Unffehlbarkeit. Die Grunde, die so lange bestehende, von Gott übertragene Unfehlbarkeit jetzt im Jahr 1870 feierlich zu verkünden, sind, so Pius IX., Angriffe auf den Heiligen Stuhl und die Person des Papstes.
Für diese Unfehlbarkeit werden im Schlussparagraphen die Bedingungen und Voraussetzungen angeführt: Der Papst muss ex cathedra sprechen, das heißt nicht als Darlegung seiner privaten Meinung, sondern in Erfüllung seiner Aufgabe als Lehrer und Hirt aller Christen. Er muss „kraft seiner apostolischen Autorität definieren“, womit er eindeutig und abschließend in einer Diskussion entscheidet, „dass eine Lehre in Sachen des Glaubens oder der Sitten von der gesamten Kirche festzuhalten ist.“
In solchem Fall genießt er durch göttlichen Beistand, der dem Petrus und in ihm seinen Nachfolgern versprochen ist, „jene Unfehlbarkeit, mit der nach dem Willen des göttlichen Erlösers die Kirche bei der Definition einer Lehre ausgestattet sein soll“. Daraus folgt, dass solche Definitionen, da sie ja mit göttlichem Beistand zustande gekommen sind, aus sich unabänderlich sind, ohne dass eine Ratifizierung durch den Episkopat notwendig wäre: „ex sese, non autem ex consensu Ecclesiae“.
Mit dieser Formulierung wollte man die letzten gallikanischen Tendenzen, dass für ein unfehlbares päpstliches Urteil die Bestätigung des Gesamtepiskopates notwendig sei, ein für alle mal aus der Welt schaffen. Man könnte meinen, dass der Papst in dieser Formulierung vollständig von der Kirche isoliert sei, dies scheint aber nur so.

## Zustandekommen und Wirkung
Das Erste Vatikanische Konzil weist zwar den consensus Ecclesiae als konstitutiv für eine unfehlbare päpstliche Entscheidung zurück, betont aber gleichzeitig, „dass der Papst als Organ der Tradition zur praktischen Ausübung seines unfehlbaren Lehramtes in ständigem, engem Kontakt mit dem sensus Ecclesiae – dem gläubigen Sinn und Empfinden der Kirche – bleiben muss.“